# Micomitra chrystallina
Micomitra chrystallina är en tvåvingeart som först beskrevs av Mario Bezzi 1924.  Micomitra chrystallina ingår i släktet Micomitra och familjen svävflugor. Inga underarter finns listade i Catalogue of Life.